# Microphis pleurostictus
Microphis pleurostictus är en fiskart som beskrevs av Peters 1868. Microphis pleurostictus ingår i släktet Microphis och familjen kantnålsfiskar. Inga underarter finns listade i Catalogue of Life.